# Moiseev (Mondkrater)
Moiseev ist ein Einschlagkrater auf der Mondrückseite.
Der Krater liegt etwa 280 km nördlich des Mondäquators, östlich des Mare Marginis. In der näheren Umgebung befinden sich Hertz im Norden, Al-Krwarizmi im Südosten, Erro in Südwesten sowie Dreyer in westlicher Richtung. Zwischen Moiseev und Hertz verbindet der Nebenkrater Z, der teilweise von Moiseev überlagert wird, die beiden Krater zu einer auffälligen Dreierkette.
Die Entstehungszeit des Kraters Moiseev fällt in die eratosthenische Periode.
Moiseev hat zwei Nebenkrater:
| Buchstabe | Position            | Durchmesser | Link |
| --------- | ------------------- | ----------- | ---- |
| S         | 8,64° N, 100,68° O  | 28 km       |      |
| Z         | 11,19° N, 103,38° O | 74 km       |      |

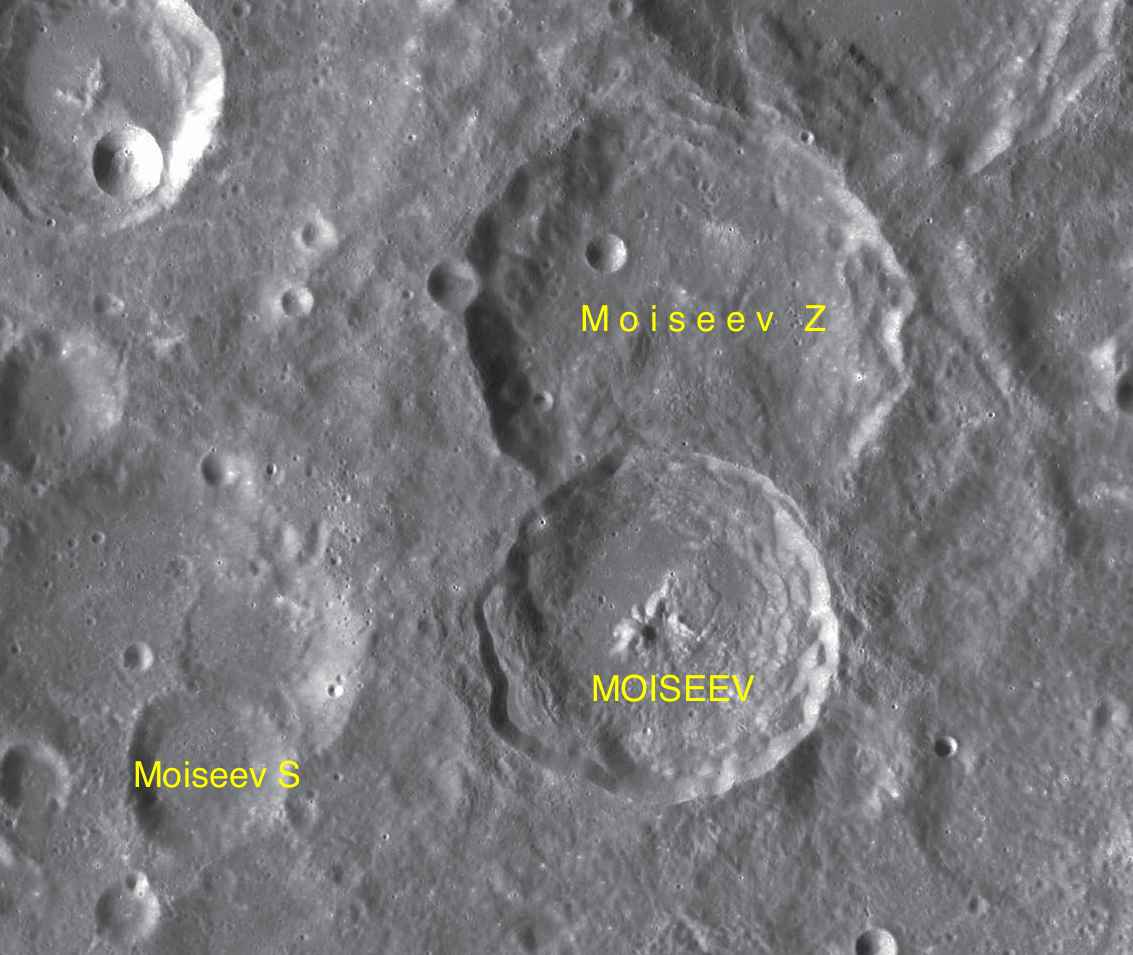
Moiseev mit seinen Nebenkratern

Der Krater wurde 1970 von der IAU offiziell nach dem sowjetischen Astronomen Nikolai Dmitrijewitsch Moissejew benannt.